# Менард (округ, Техас)
Округ Менард (англ. Menard county) — округ штата Техас Соединённых Штатов Америки. На 2000 год в нем проживало 2360 человек. По оценке бюро переписи населения США в 2009 году население округа составляло 2127 человек. Окружным центром является город Менард.

## История
Округ Менард был сформирован в 1858 году. Он назван в честь Мишеля Брэнамура Менарда, основателя Галвестона.

## География
По данным бюро переписи населения США площадь округа Менард составляет 2337 км², из которых 2336 км² — суша, а 1 км² — водная поверхность (0,04 %).

### Основные шоссе
- Шоссе 83
- Шоссе 190
- Автострада 29

### Соседние округа
- Кончо  (север)
- Мак-Каллок  (северо-восток)
- Мейсон  (восток)
- Кимбл  (юг)
- Шлайкер  (запад)